# Michael Warriner
Michael Henry Warriner (Chipping Norton, 3 dicembre 1908 – Shipston-on-Stour, 7 aprile 1986) è stato un canottiere britannico.

## Palmarès

### Olimpiadi
- 1 medaglia:
  - 1 oro (Amsterdam 1928 nel quattro senza)